# 公金
公金（こうきん、英語: public funds, public money）とは私金-個人の所有する金ではない金銭の事。租税。日本語では税金、国庫金、公費とも称される。国内外でNPOや非営利型一般社団法人といった非営利団体が、公的資金の悪用などの非倫理的または違法な活動に従事すること、私的乱用など各種不正が問題になっている。

## 日本の公金
- 歳計現金
国または地方公共団体の歳入歳出に属する現金＝一会計年度における一切の収入・支出にかかる現金。
- 基金
国または地方公共団体が、法律又は条例の定めるところにより、特定の目的のため、財産を維持し、資金を積み立て、又は定額の資金を運用するために設けるものに属する現金。
- 歳入歳出外現金
国または地方公共団体の所有に属しない現金で、法律上又は条例の規定により地方公共団体が保管する現金。
- 一時借入金
会計年度中に歳出予算内の支出で歳計現金が不足した場合に、その支払資金の不足を補うために地方公共団体が借り入れる借入金。

### 公金の支出規定

#### 日本
と規定されている。

## 不正受給や公金搾取・不当な会計や支出が発覚した団体や個人

### 日本

#### 不正受給・公金搾取
部落解放同盟の影響力が強大な高知県で同団体関係者の行政対象暴力などのために1990年代後半から行われていた同組織幹部関係縫製企業への不公正な公的資金・闇融資。2000年に高知新聞が報道したことで違法公金支出が発覚した（モード・アバンセ事件）
2012年12月には北海道旭川市にあった特定非営利活動法人である大雪りばぁねっと。の代表理事が東日本大震災の復興支援事業のために岩手県山田町からの委託費を着服していた罪で逮捕され、2017年に懲役6年の判決が確定した。 
2011年10月にレンタルオフィスで実態のない「会社」を立ち上げ架空の事業費として、約1000万円の公金搾取した容疑で、2017年に関東経産局会計課調査官の職員を逮捕した。
2020年に三重県津市相生町で「自治会長」一派が「同和」を背景に議会や役所を支配・公務員の私物化・公金搾取のみならず、行政を対象とする暴力や同和利権があると示現舎は主張している（津市相生町自治会長事件）。
2021年1月には部落解放同盟 三重県連委員長が伊賀市八幡町市営住宅の駐車場収益横領容疑だけでなく、「伊賀市社会同和教育指導」の伊賀市嘱託職員として給与の不正取得していたと示現舎は述べている。
2020年（令和2年）からの新型コロナウイルスの経済対策の一環として支給された各種公金の不正受給が問題になっている。その中でも 「持続化給付金」に関しては、現役の税務署職員やアルバイト感覚で加担した大学生なども組織的不正受給で逮捕されて社会問題化した（持続化給付金詐欺）。
東京オリンピック組織委員会は2014年3月にスポンサー集めの「専任代理店」として電通を承認し、競争入札が行われなかったことや談合や搾取で費用が膨らみ、公金が投入された東京オリンピック大会費用が当初の7340億円から約5倍の3兆6800億円となっている。2023年には公金搾取へ関わった東京オリンピック大会組織委員会の元次長、電通の幹部らが次々と逮捕・起訴されている。
地方自治に詳しい香川大学の三野靖教授によると「海外視察が地方議員の既得権益となっており、「税金で行う公務」という認識が欠如している。香川県議計20人が、2016、2017年に欧米の計10か国を訪れた4回の「海外視察」が、視察結果書もコピペであり、観光であったことが住民訴訟で確定し、地裁は全員、旅費のほぼ全額となる計約750万円を返還させるよう県側に命じた。香川県議会が2015年4月～2018年5月にまでに費やした「海外視察」の支出総額は、全国で1位の愛知県議会議員に次ぐ2番目に多い約9100万円で、「海外視察」派遣議員数も福岡県議会、北海道議会、愛知県議会に次ぐ4位となる83人で、都道府県の人口比を考えると、突出して多かった。
会計検査院は2022年11月に、栃木県の宇都宮、栃木、小山の3市に交付した生活保護費の原資として国から支給された「生活扶助費等負担金」について、過大に受け取ったのに国に返還していなかった計2231万円を2021年度決算検査報告にて不当な支出と判断した。

### 韓国
2023年に韓国政府は、韓国の市民団体の相当数は韓国政府や地方自治体から財政支援を受けて活動し、公金がどこに、どのように使われているのか不透明であること指摘している。更に、文在寅政権前と最後の年の比較で市民団体への年間国庫補助金が130％へ増加していたことも問題視している。2022年12月には 前政権である文在寅政権時代には、政府や自治体から「非営利団体への財政支援」として年間5兆ウォン（5000億円）も市民団体へ投入していた上に各種不正が発見された。そして、尹錫悦大統領(国民の力)退陣を求める中高生のロウソク集会主催者団体が、韓国政府傘下の女性家族部から補助金を受け取っていたことも発覚している。

#### 正義連
朝鮮日報は韓国市民団体の不正の代表的例として、尹美香議員が関与した慰安婦利権組織正義連を挙げている。そのため、2022年末に韓国では文在寅政権下の地方自治体による「非営利団体」による公金の私的使用が発覚し、大きな問題になっている。

#### セウォル号関連の市民団体
「セウォル号沈没事故」関連予算から公金を貰った市民団体が、ヨットに乗りプール付きのペンションを借り利用していた。更には国庫補助金を数千万ウォン（数百万円）受け取った市民団体が「金正恩ソウル訪問歓迎集会」を主導した団体もあった。尹大統領は市民団体による血税の私的乱用を糾弾し、「国民の血税が彼らだけの『利権カルテル』として使われている」として、国民が容認するはずがないとしている。そして、国内の「非営利団体」に対する国庫補助金支援体制の全面的な見直しを指示した。
2022年に公金も投入されている「セウォル号追悼事業」を行う財団法人「4·16財団」は内部監査で年間30億－40億ウォンの予算を浪費していること、会計処理も不十分であると指摘を受けた。2015年1月に韓国国会で「セウォル号事故の犠牲者を追悼し、遺族など被害者を物心両面で支援するための法案」として、「セウォル号被害支援法」が出席議員181人のうち171人が賛成という与野党一致で可決された。しかし、結果として同法は悪用されて資金横領・不正会計・不適切利用が相次ぐことになる。韓国政府と京畿道が檀園高校の生徒・遺族が住む安山市に2017年から22年までの6年間に110億ウォン（約11億6,800万円）の公金配分し、安山市以外にも4・16財団など関連団体に数百億ウォンを支給していた。その結果、安山市から「セウォル号被害支援費」として数千万ウォンを受け取った市民団体は、プール付きの豪華ペンション利用、ヨット乗り、海上で飲み食い、「現場体験」という名目で全州韓屋村・済扶島・済州島などに観光に資金横領していた。ある団体は支援金として、「北朝鮮の金正恩総書記による新年の辞」、金日成主席の日本統治時代における闘争評価といったセウォル号と無関係な活動に費やしていた。更には共に民主党所属の14代尹和燮（ユン・ファソプ）安山市長時代に安山市自体が第8回全国同時地方選挙直前に「セウォル号予算」を市内のマンション婦人会や「○○工房」「○○の会」など町内の小規模団体や自治委員会に集中的に100万－500万ウォン（約50万円）ずつ買収と指摘出来るような利用していたことも明らかになった。